# Vyšný Slavkov
Vyšný Slavkov es un municipio del distrito de Levoča en la región de Prešov, Eslovaquia, con una población estimada a final del año 2024 de 258 habitantes.
Se encuentra ubicado al suroeste de la región, cerca del río Hernád (cuenca hidrográfica del río Tisza) y de la frontera con la región de Košice.

## Demografía
| Año        | 1994 | 2004    | 2014     | 2024    |
| ---------- | ---- | ------- | -------- | ------- |
| Población  | 358  | 336     | 284      | 258     |
| Diferencia |      | −6,14 % | −15,47 % | −9,15 % |

| Año        | 2023 | 2024    |
| ---------- | ---- | ------- |
| Población  | 263  | 258     |
| Diferencia |      | −1,90 % |